# Spilosoma mysolica
Spilosoma mysolica là một loài bướm đêm thuộc phân họ Arctiinae, họ Erebidae.